# Detector PHENIX
El detector PHENIX (Pioneering High Energy Nuclear Interaction eXperiment) es el más grande de los cuatro experimentos que han tomado datos en el acelerador relativista de iones pesados (RHIC) en el Laboratorio Nacional de Brookhaven, Estados Unidos.

## Descripción general
PHENIX es un experimento exploratorio para la investigación de colisiones de alta energía de iones pesados y protones, y está diseñado específicamente para medir sondas directas de colisiones como electrones, muones y fotones. El objetivo principal de PHENIX es descubrir y estudiar un nuevo estado de la materia llamado plasma de quarks-gluones (QGP). Detectar y comprender el QGP nos permite comprender mejor el universo en los momentos posteriores al Big Bang.
El Experimento PHENIX consta de una colección de detectores, cada uno de los cuales desempeña un papel específico en la medición de los resultados de una colisión de iones pesados. Los detectores están agrupados en dos brazos centrales, que son capaces de medir una variedad de partículas, incluidos piones, protones, kaones, deuterones, fotones y electrones, y dos brazos de muones que se enfocan en la medición de partículas de muones. También hay detectores de caracterización de eventos adicionales que brindan información adicional sobre una colisión y un conjunto de tres imanes enormes que doblan las trayectorias de las partículas cargadas. Estos detectores trabajan juntos en un sistema avanzado de adquisición de datos de alta velocidad para recopilar información sobre el evento y posteriormente investigar las propiedades del QGP.
El experimento consiste en una colaboración de más de 400 científicos e ingenieros de todo el mundo. La colaboración está dirigida por un portavoz, elegido por los miembros cada tres años, junto con un equipo de diputados y otros miembros designados que supervisan varios aspectos del funcionamiento del detector y la gestión del gran grupo de científicos e instituciones afiliadas a él. Los portavoces pasados y presentes incluyen a Shoji Nagamiya (1992–1998), William Allen Zajc (1998–2006) y Barbara Jacak (2007–2012).

## La física de PHENIX
La colaboración PHENIX realiza investigación básica con colisiones de alta energía de iones pesados y protones. La misión principal de PHENIX es la siguiente:
- Buscar un nuevo estado de la materia llamado plasma de quarks-gluones, que se cree que es el estado de la materia existente en el universo poco después del Big Bang. Los datos de PHENIX sugieren que, de hecho, se ha descubierto una nueva forma de materia, y que se comporta como un fluido perfecto. Los científicos de PHENIX ahora están trabajando para estudiar sus propiedades.
- Estudie la materia en condiciones extremas de temperatura y presión.
- Aprende dónde obtiene su giro el protón.
- Estudie los componentes básicos más básicos de la naturaleza y las fuerzas que los gobiernan.
- Crear un mapa del diagrama de fase de la cromodinámica cuántica.